# Вальтер Ратенау
Вальтер Ратенау (нім. Walther Rathenau, 29 вересня 1867, Берлін — 24 червня 1922 року, Груневальд) — німецький промисловець і ліберальний політик єврейського походження, міністр закордонних справ Німеччини з 1 лютого по 24 червня 1922 року, письменник. Був убитий праворадикальними бойовиками націоналістичної й антисемітської організації.